# 三都特种区
三都特种区，是中华民国大陆时期福建省的一个准县级行政单位，为三等特种区，特种区类别为海岛和商埠类。

## 历史沿革
三都岛一带为天然良港，是当时的福建三大港之一，与福州、厦门齐名。民国初年宁德县派县佐驻治三都岛，1933年为三都乡，福建省立第三中学迁址于此并改名为省立三都中学，是闽东北一带的最高学府。1934年改置宁德县第四区。1935年4月，升格为三都特种区，抗日战争时期成为重要的物资集散点。
1937年日军全面侵华后，三都屡次遭到来自台湾的空袭，三都中学被迫内迁宁德城关，商埠也遭受严重打击，人口锐减。1939年3月，三都特种区裁撤，改为宁德县第一区三都镇。

## 行政区划
升格之前，三都下辖6保（松岐、港口、新塘、牛湾、竹岐和平池），1937年6月，青山、斗帽等四岛自宁德县划归三都特种区。